# Israel y el patrocinio al terrorismo
El Estado de Israel ha sido acusado de participar en terrorismo de Estado, así como de cometer actos de terrorismo a diario en los territorios palestinos. Países como Bolivia, Irán, Líbano, Omán, Arabia Saudita, Siria, Turquía y Yemen han condenado el papel israelí como uno de los «perpetradores» del terrorismo de Estado.
Un ejemplo temprano de patrocinio estatal israelí fue el caso Lavon de 1954, un intento fallido de atentado con bomba en Egipto que llevó a la dimisión del ministro de Defensa israelí de entonces. En los años 1970 y 1980, Israel también fue un importante proveedor de armas a regímenes dictatoriales en América del Sur, el África subsahariana y Asia. En el actual siglo, el país hebreo ha sido acusado de patrocinar y apoyar a varios grupos terroristas como parte de su conflicto por poderes con Irán.

## Caso Lavon de 1954
El asunto Lavon fue una operación encubierta israelí fallida, llamada en código «Operación Susannah», llevada a cabo en Egipto en el verano de 1954. Como parte de la operación de falsa bandera, un grupo de judíos egipcios fueron reclutados por la Directorio de Inteligencia Militar para colocar bombas dentro de objetivos civiles, cines, bibliotecas y centros educativos estadounidenses de propiedad egipcia, estadounidense y británica. Los ataques fueron atribuidos a los Hermanos Musulmanes, comunistas egipcios, «descontentos no especificados» o «nacionalistas locales» con el objetivo de crear un clima de suficiente violencia e inestabilidad para inducir al gobierno británico a mantener sus tropas de ocupación en la zona del Canal de Suez de Egipto. Las explosiones fueron programadas para suceder varias horas después de la hora de cierre y no causaron ninguna muerte. Sin embargo, un operativo murió cuando una bomba que llevaba a un cine se encendió prematuramente en su bolsillo. Además, dos operativos se suicidaron después de ser capturados y dos operativos más que fueron juzgados, condenados y ejecutados por Egipto.
Tras esta operación, el ministro de defensa israelí Pinhas Lavon se vio obligado a dimitir. Aunque Israel negó cualquier implicación en la operación durante 51 años, los miembros supervivientes fueron homenajeados por el presidente israelí Moshe Katzav en 2005. La operación se cita como un caso de estudio en los estudios críticos sobre terrorismo.

## Apoyo a dictaduras en los años 1970 y 1980
Desde la década de 1970, Israel ha brindado apoyo militar a una variedad de regímenes dictatoriales en alrededor de tres continentes. Penny Lernoux lo llamó un 'Quién es Quién' de los dictadores. 
Entre 1970 y 1980, Israel representó el 80% de las importaciones militares en El Salvador antes de su guerra civil. Israel también proporcionó 100 asesores, pilotos para misiones de combate y un sistema informático para monitorear la actividad de resistencia en aquel país centroamericano. 
En Guatemala, el Estado israelí fue el único proveedor de armas durante el terror que siguió a la elección del general Fernando Romeo Lucas García en 1978, eventos que incluyeron la masacre de Panzós. 
En Indonesia, como informó Noam Chomsky, Israel sirvió como representante de los Estados Unidos, proporcionando aeronaves utilizadas para masacrar a los timorenses a fines de la década de 1970.

## Frente para la Liberación del Líbano de los Extranjeros
Después de la masacre de una familia israelí en Nahariya en 1979 por militantes del Frente para la Liberación de Palestina, el Jefe del Estado Mayor de las Fuerzas de Defensa de Israel (FDI), Rafael Eitan, ordenó al general israelí Yanush Ben Gal que «los matara a todos», es decir, a la Organización de Liberación de Palestina y a quienes estaban relacionados con ella. Con la aprobación de Eitan, Ben-Gal encargó a Meir Dagan que dirigiera las operaciones. Las operaciones, aprobadas por el Jefe del Estado Mayor, se mantuvieron en secreto para el Estado Mayor de las FDI y muchos otros miembros del gobierno israelí. David Agmon, en ese momento jefe del comando norte de Israel, fue una de las pocas personas que recibió información sobre sus operaciones. Se reclutaron agentes libaneses sobre el terreno de las comunidades maronita, chiita y drusa. El objetivo de la serie de operaciones era «causar caos entre los palestinos y sirios en el Líbano, sin dejar una huella israelí, para darles la sensación de que estaban constantemente bajo ataque e infundirles una sensación de inseguridad».
A partir de julio de 1981, con un ataque con bomba contra las oficinas de la Organización para la Liberación de Palestina (OLP) en la calle Fakhani, en el oeste de Beirut, un grupo llamado Frente para la Liberación del Líbano de los Extranjeros se atribuyó la responsabilidad de estos ataques. El FLLF era en sí mismo una fachada para los agentes israelíes, y mató a cientos de personas entre 1979 y 1983.
En septiembre de 1981, las operaciones del Frente consistían en coches bomba que explotaban regularmente en los barrios palestinos de Beirut y otras ciudades libanesas. Los ataques particularmente mortales incluyen un ataque del 1 de octubre de 1981 en Beirut que mató a 83 personas y un ataque del 29 de noviembre de 1981 en Alepo que mató a 90. Las operaciones del FLLF se detuvieron repentinamente justo antes de la invasión israelí del Líbano en junio de 1982, solo para reanudarse el año siguiente: primero un ataque el 28 de enero de 1983 en una sede de la OLP en Chtaura en el valle de la Beqaa controlado por Siria, matando a 35 personas, acoplado por un segundo el 3 de febrero en Beirut occidental que devastó las oficinas del Centro de Investigación Palestina y dejó 20 personas muertas, incluida la esposa de Sabri Jiryis. Un tercer bombardeo ocurrió en Baalbek, también con control sirio, el 7 de agosto de 1983, que mató a unas 30 personas e hirió a casi 40; seguido por otro el 5 de diciembre de 1983 en el barrio de Chyah, en los suburbios del sur de Beirut, que se cobró la vida de 12 personas y mutiló a más de 80.
El FLLF se disolvió después de 1983.

## Representantes contra Irán
Israel e Irán son enemigos beligerantes. Aunque nunca han estado en guerra, ambas naciones se esfuerzan por socavar la influencia de la otra en la región a través de diversos medios: diplomáticos, económicos y militares. Esto incluye el uso de intermediarios (a menudo armados), que facilitan el conflicto indirecto entre las potencias, y en el caso de los intermediarios iraníes Hamás y Hezbolá, la guerra abierta. El gobierno israelí apoya a varios grupos armados en su conflicto con el gobierno iraní.
Cuatro científicos nucleares iraníes —Masoud Alimohammadi, Majid Shahriarj, Darioush Rezaeinejad y Mostafa Ahmadi Roshan— fueron asesinados entre 2010 y 2012. Otro científico, Fereydoon Abbasi, resultó herido en un intento de asesinato. Dos de los asesinatos se llevaron a cabo con bombas magnéticas adheridas a los automóviles de los objetivos; Darioush Rezaeinejad fue asesinado a tiros y Masoud Alimohammadi murió en la explosión de una bomba en una motocicleta. En ese momento, funcionarios estadounidenses anónimos confirmaron a la NBC que los Muyahidines del Pueblo de Irán (MEK) habían sido financiados, entrenados y armados por Israel como parte del asesinato de los científicos nucleares iraníes. La revelación desató un debate entre los comentaristas estadounidenses, incluidos Richard Engel y Robert Windrem, sobre si la asociación hacía a Israel culpable como estado patrocinador del terrorismo dada la entonces designación de la MEK como Organización Terrorista Extranjera.
El 27 de noviembre de 2020, el gobierno israelí, con el conocimiento y el apoyo del gobierno estadounidense, asesinó a Fakhrizadeh en una emboscada en la carretera de Absard utilizando una innovadora pistola autónoma operada por satélite.
Según un informe de 2012 en Foreign Policy, agentes del Mossad disfrazados de oficiales de la Agencia Central de Inteligencia (CIA) también reclutaron a miembros de la organización Jundallah para llevar a cabo operaciones de «falsa bandera» contra Irán, tensando las relaciones de Israel con los Estados Unidos.

## Guerra civil siria
Israel proporcionó financiación, armas y asistencia médica a los rebeldes sirios heridos que cruzaban la frontera de los Altos del Golán controlados por el país; la mayor parte de esta asistencia se ha destinado al Jabhat Fateh al-Sham (ahora Hayat Tahrir al-Sham). Los funcionarios israelíes declararon que proporcionan ayuda humanitaria a los combatientes y civiles heridos independientemente de su identidad. Según un informe de marzo de 2015 en The Wall Street Journal, dos tercios de «los sirios tratados en Israel» eran varones en edad militar. Un informe de la FNUOS afirmó que dos cajas de contenido no especificado fueron transferidas de Israel a los rebeldes sirios y que los soldados de las FDI se reunieron con los rebeldes sirios en el este de la frontera. Se cree que Israel comparte información de inteligencia con los rebeldes. El exjefe de la inteligencia militar israelí, Amos Yadlin, explicó el razonamiento de Israel: «No hay duda de que Hezbolá e Irán son la mayor amenaza para Israel, mucho más que los islamistas sunitas radicales, que también son un enemigo».
El jefe del Estado Mayor de las FDI, Gadi Eisenkot, ha reconocido que Israel ha proporcionado armas a grupos rebeldes en Siria.

## Actividades en los territorios palestinos
Tras el conflicto de Gaza entre 2008 y 2009 el experto en derecho internacional Richard A. Falk opinó que el alcance de los ataques israelíes eran una extensión de la doctrina Dahiya, llamada así por el bombardeo aéreo deliberadamente excesivo del barrio Dahiya en el sur de Beirut durante la Guerra del Líbano de 2006 a expensas de la infraestructura civil.